# Усадьба причерноморского шапсуга
Музе́й «Уса́дьба причерномо́рского шапсу́га» — культурно-просветительское учреждение в ауле Лыготх Лазаревского района города Сочи, Краснодарский край, Россия; филиал Музея Истории города-курорта Сочи.
Располагается в здании, построенном на рубеже XIX—XX веков. Музей открыт 1 июля 2003.
В нём отражены быт и культура причерноморских шапсугов — народа, издревле проживающего в северной части современного Большого Сочи. На территории музея воссозданы хозяйственные постройки шапсугов. Экспозиционная площадь музея — 60 кв. м.
- 354534 Россия, г. Сочи, Лыготх, ул. Нарт, 15